# Блю Нан
«Блю Нан» (англ. Blue Nun) — немецкий винный бренд, принадлежит компании H. Sichel Söhne (Майнц).
Впервые вышел на рынок в 1923 году с вином урожая 1921 года. За большую часть времени своего существования Блю нан было единственным немецким вином, которое до конца 1990-х классифицировалось как Либфраумильх, но сейчас это имя используется для целого ассортимента вин разного происхождения. Его этикетка была разработана, как более дружественная к потребителю альтернатива бесчисленному количеству винных этикеток с готическим написанием и замысловатыми названиями. Открытием своего офиса в Соединённом королевстве в 1927 Sichel отметил целевой рынок экспорта. Начиная с 1950-х Блю Нан рекламировалось как вино, которое может употребляться в течение всего приёма пищи, тем самым устранив часто пугающую проблему сочетания вина и еды. Можно утверждать, что Блю Нан было первым вином, которое было произведено и эффективно продавалось с учётом международного массового рынка.
После Второй мировой войны, в 1950-е годы, бренд стал чрезвычайно популярен в Соединённом королевстве и в США, продаваясь по такой же цене, как вторые вина Бордо. В момент пика своей популярности в 1984—1985 годовые продажи в США составляли 1,25 миллионов ящиков, при 750 000 ящиках, продававшихся в остальном мире.